# R/The Donald
r/The_Donald fue un subreddit donde los participantes crearon discusiones y memes en apoyo del presidente de los Estados Unidos, Donald Trump. Creada inicialmente en junio de 2015 tras el anuncio de la campaña presidencial de Trump, la comunidad creció a más de 790.000 suscriptores que se describían a sí mismos como "Patriotas". La comunidad fue prohibida en junio de 2020 por violar las reglas de Reddit sobre acoso y focalización. Fue clasificada como una de las comunidades más activas en Reddit.
Las actividades de los miembros y moderadores del subreddit fueron controvertidas, y los administradores de todo el sitio tomaron medidas, incluida una revisión del software de Reddit, para evitar que el subreddit mostrara contenido popular en el foro r/all de Reddit, que el lema de la compañía describe como" la portada de Internet". Se impuso una cuarentena del subreddit en junio de 2019, que requería que los usuarios hicieran clic en un botón de suscripción para ver el subreddit y evitaba que el subreddit apareciera en los resultados de búsqueda y recomendaciones de Reddit. 
Además, los anuncios no se podían publicar en el tablero de mensajes y ciertas funciones, como CSS personalizado, no estaban disponibles. Los moderadores de r/The_Donald crearon un sitio web de respaldo fuera de Reddit en respuesta a la cuarentena. El subreddit tenía una larga historia documentada de albergar contenido de teoría de la conspiración que era racista, misógina, islamófoba y antisemita. El 29 de junio de 2020, Reddit prohibió el subreddit por incumplimiento frecuente de las reglas, por antagonizar a la empresa y otras comunidades y por no "cumplir con nuestras expectativas más básicas". Después de que el subreddit fuera puesto en cuarentena y puesto en modo restringido a principios de 2020, los moderadores de r/The_Donald crearon y se trasladaron al sitio thedonald.win. Muchos usuarios del subreddit luego acudieron en masa después de que el sitio se abrió al público en los últimos meses del subreddit.

## Historia
El 27 de junio de 2015, poco después de que Donald Trump anunciara su campaña a la presidencia en Trump Tower, se creó el subreddit como un lugar para "seguir las noticias relacionadas con Donald Trump durante su carrera presidencial". El subreddit se hizo conocido por la publicación frecuente de memes, especialmente Pepe the Frog, y el uso frecuente de términos de jerga como "ciempiés" (una referencia a un carrete destacado de Trump muy distribuido con la canción de Knife Party "Centipede"), "MAGA , "navegante ágil", "sin frenos", "cuck", "ajedrez 4D" y "SJW". Además, los usuarios del sitio se refirieron a Trump como "Emperador Dios". Durante un período de tiempo, el subreddit publicó repetidamente una imagen de Hillary Clinton besando a Robert Byrd, un exmiembro del Ku Klux Klan. La imagen iba acompañada de una foto con Photoshop de un Byrd anciano con atuendo del Klan, que tenía la intención de retratar deshonestamente a Clinton y Byrd como partidarios del Klan. Byrd había roto lazos con el Ku Klux Klan en 1952. El 12 de junio de 2016, el día de la Masacre de la discoteca Pulse de Orlando, los moderadores del subreddit r/news comenzaron a eliminar muchos comentarios de su megathread relacionados con el tiroteo, lo que llevó a acusaciones de censura. Ese día, r/The_Donald apareció en 13 de las 25 publicaciones principales en r / all, y obtuvo más de 16.000 suscriptores durante el fin de semana del rodaje. Mientras tanto, r/news perdió más de 85.000 suscriptores.
En septiembre de 2016, Palmer Luckey, fundador de Oculus VR, presentó una organización 501 (c) (4) en r/The_Donald llamada "Nimble America" con el propósito declarado de crear y difundir memes de Internet a favor de Trump a través de "anuncios de Facebook, vallas publicitarias y 'operaciones de sitios web". Luckey declaró que había donado $ 10,000 a la organización y se ofreció a igualar las contribuciones de los usuarios de r/The_Donald durante 48 horas después del anuncio. Más tarde, Luckey se disculpó por cualquier impacto negativo que sus acciones tuvieran en la percepción pública de Oculus y afirmó que actuó de forma independiente, no como representante de Oculus VR.

## Relación con Trump
El director digital de la campaña de Trump, Brad Parscale, declaró en junio de 2016 que visitaba el subreddit a diario. Durante las elecciones, los miembros de la sala de guerra de Trump en Trump Tower monitorearon el subreddit para ver nuevas tendencias. Durante la Convención Nacional Demócrata de 2016 el 27 de julio de 2016, Trump organizó una AMA en el subreddit. Los moderadores del subreddit declararon que prohibieron más de 2,000 cuentas durante la sesión AMA de Trump.
Trump también publicó varios mensajes previos al debate en el subreddit. A lo largo de la campaña de Trump de 2016, así como al comienzo de la presidencia de Trump, los periodistas notaron que varios de los tuits de Trump contenían imágenes que aparecieron originalmente en el subreddit. El 6 de julio de 2016, en respuesta a su tuit eliminado que contenía la Estrella de David, Trump acusó a Disney de antisemitismo en Twitter, que iba acompañado de una foto de un libro de pegatinas basado en la película Frozen de Disney.
Justin Miller de The Daily Beast señaló que la imagen que Trump usó en su tuit se originó en el subreddit menos de 24 horas antes. De manera similar, el 3 de marzo de 2017, Trump tuiteó una imagen de Chuck Schumer posando con Vladímir Putin para alegar hipocresía. Según BuzzFeed, la imagen se publicó menos de 24 horas antes en el subreddit. El 11 de mayo de 2017, después de despedir a James Comey, Trump respondió al tuit de Rosie O'Donnell de 2016 en el que llamaba a Comey para que fuera despedido con "Finalmente estamos de acuerdo en algo, Rosie". Brandon Wall, un reportero de Buzzfeed, alegó que Trump navegó por r/The_Donald porque el tuit de O'Donnell se publicó en el subreddit 20 minutos antes de la respuesta de Trump. Aunque The Washington Post reconoció que Trump tuiteó imágenes previamente virales en el subreddit, también señalaron que el tuit de O'Donnell no se volvió viral hasta que Trump respondió. En julio de 2017, se observó que un video tuiteado por Trump apareció en el subreddit unos cuatro días antes. Sin embargo, la Casa Blanca negó que el video provenga directamente de Reddit.
En mayo de 2019, Politico informó que el gerente de redes sociales de Trump, Dan Scavino, frecuentaba el subreddit y escribió que "ha ayudado a crear algunos de los momentos de redes sociales más memorables de Trump".

## Influencia
Un análisis cuantitativo encontró que r/The_Donald era un factor de influencia importante del contenido de noticias en Twitter, con la junta contribuyendo con el 2,97% de los enlaces de noticias principales y el 2,72% de los enlaces de noticias alternativos en Twitter (como una fracción de todos los enlaces que aparecen conjuntamente en Twitter Reddit y 4chan). 
Los investigadores concluyeron que "las comunidades 'marginales' a menudo logran difundir noticias alternativas en las principales redes sociales". También calcularon que r / The_Donald alojaba el 35,37% de las URL de 54 sitios de noticias alternativos "como Infowars" en Reddit.